# 瑞丽凤仙花
瑞丽凤仙花（学名：Impatiens ruiliensis）为凤仙花科凤仙花属下的一个种。

## 扩展阅读
- 維基物種上的相關：瑞丽凤仙花